# Ropalidia lugubris
Ropalidia lugubris är en getingart som först beskrevs av Smith 1858.  Ropalidia lugubris ingår i släktet Ropalidia och familjen getingar. Inga underarter finns listade i Catalogue of Life.